# David Jackson (ugandyjski bokser)
David Jackson (ur. 2 października 1949 w Nsambya) – ugandyjski bokser, uczestnik Letnich Igrzysk Olimpijskich 1968, Letnich Igrzysk Olimpijskich 1972 i Igrzysk Wspólnoty Narodów.
W 1968 na igrzyskach olimpijskich w Meksyku startował w turnieju w wadze lekkośredniej. W pierwszym pojedynku wygrał przez nokaut z Austriakiem Rainerem Salzburgerem (w drugiej rundzie). W kolejnym zmierzył się z Duńczykiem Christianem Larsenem, z którym wygrał przez większy stosunek punktów (3-2). W następnej walce został jednak wyeliminowany przez późniejszego brązowego medalistę Günthera Meiera z RFN (przegrał przez mniejszy stosunek punktów – 0-5).
W 1970 na Igrzyskach Brytyjskiej Wspólnoty Narodów startował w kategorii lekkośredniej, nie zdobywając medalu.
Na igrzyskach w Monachium startował w wadze półśredniej. W pierwszym pojedynku wygrał 3-2 z Rumunem Victorem Zilbermanem. W następnej walce również zszedł z ringu jako zwycięzca, ponieważ wygrał z Władimirem Kolewem z Bułgarii (4-1). W walce o ćwierćfinał zmierzył się z reprezentantem USA Jessem Valdezem (późniejszym brązowym medalistą), jednak Ugandyjczyk przegrał mniejszym stosunkiem punktów (1-4).